# Березянка (Житомирская область)
Березя́нка (укр. Березянка) — село на Украине, основано в 1793 году, находится в Ружинском районе Житомирской области на реке Березянка.
Код КОАТУУ — 1825280801. Население по переписи 2001 года составляет 689 человек. Почтовый индекс — 13651. Телефонный код — 4138. Занимает площадь 3,15 км².

## Адрес местного совета
13651, Житомирская область, Ружинский р-н, с.Березянка, ул. Ленина, 4